# Чемерис, Ольга Семёновна
Ольга Семёновна Чемерис (укр. Ольга Семенівна Чемерис; 1925, Василица — 30 сентября 1950, Станислав) — сотрудница Службы безопасности ОУН(б); с 1948 по 1949 год — агент МГБ СССР под псевдонимом «Преданная». Расстреляна за провал задания.

## Биография

### Ранние годы. Принудительные работы
Родилась в 1925 году в деревне Василица Черкасской области (ныне Черкасский район Киевской области). Училась в школе г. Черкассы, состояла в комсомоле. Во время оккупации была разнорабочей, в 1943 году арестована немцами за самовольный уход с работы. Угнана на принудительные работы для строительства оборонительных сооружений вермахта. В марте 1943 года после начала наступления РККА уехала в Станислав вместе с немецкой частью, где продолжила строительство.

### Работа в ОУН-УПА
В селе Тязов Галицкого района Станиславской области Ольга впервые встретилась с деятелями ОУН-УПА «Чёрным», «Левком» и «Прометеем», которые завербовали Ольгу. В начале 1944 года референт Службы безопасности Галицкого надрайонного провода ОУН «Прометей» присвоил Ольге псевдоним «Днепрова» (также использовала псевдонимы «Виктория» и «Огнезора»), после чего она ушла с работы и занялась пропагандой украинского национализма. В том же году по приказу «Прометея» попыталась организовать покушение на Анну Максимович, жену одного из антифашистских деятелей УССР. С сентября 1944 года замужем за заместителем окружного референта СБ «Артёмом» (позднее убит в ходе столкновения с советской милицией).
Осенью 1945 года Ольга Чемерис направлена на месячные курсы пропагандистов, которые она закончила и затем отправилась в Карпатский краевой провод ОУН на должность машинистки. Работала под руководством Михаила Дьяченко (псевдонимы «Марк Боеслав» и «Гомин»), с которым состояла в близких отношениях. Лечилась от туберкулёза в Ровненской области у Марии Дьяченко, получила около 12 тысяч советских рублей на лечение и множество различных вещей. С 1945 по 1946 годы большую часть времени пребывала в Чёрном лесу с Карпатским краевым проводом, использовала типографию, ротаторы и печатные машинки (оборудование в 1946 году обнаружено в тайнике и конфисковано НКВД). Контактировала со множеством членов Карпатского краевого провода, в том числе с Я. Мельником («Роберт») и Р. Левым («Мытарь»).

### Агент НКВД
В 1948 году Ольга Чемерис была задержана по дороге в Станислав милицией и затем отправлена во Львов, где допрашивалась сотрудниками МГБ. На вторые сутки допроса созналась в связи с бандеровским подпольем и согласилась стать агентом НКВД, после чего получила псевдоним «Преданная» (по версии ОУН-УПА, на сотрудничество Ольга пошла под давлением, чтобы спасти семью от репрессий). По заданию Ольга обязалась заставить легализоваться Михаила Дьяченко, в связи с чем отказалась выполнять приказ ОУН-УПА и совершать покушение на секретаря Станиславского обкома КПСС Михаила Слоня. Ольгу по этому поводу допрашивал руководитель Станиславского окружного провода ОУН Ярослав «Шах» Янишин и угрожал ей побоями, насилием и смертью (советской разведке Ольга представила его как «садиста и бабника»).
Михаил, узнав о перевербовке Ольги, пообещал защитить Ольгу от угроз как со стороны МГБ, так и ОУН-УПА, вследствие чего решил её спрятать и пустить слух, что Ольга больна. Действия Дьяченко многие расценивали как самоуправство. Вскоре выяснилось, что Ольга беременна, и Михаил отправил её к своей доверенной особе Анне Луцкой в посёлок Бондарёв, куда вскоре направился и сам (его отряд попал в засаду МГБ и был уничтожен). Предлагал Ольге сделать аборт, но та отказывалась. В феврале 1949 года Дьяченко покинул посёлок, отправившись в Чёрный лес и оставив доверенных лиц для связи с Ольгой, которая жила у крестьян Бачевских. 20 мая 1949 года у Ольги родился сын, но от болезни умер в августе. Ольга осталась в посёлке, получив от Дьяченко 3 тысячи рублей для дальнейшего пребывания.

### Арест и смерть
В марте 1949 года заместитель начальника контрразведки управления МГБ УССР полковник И. К. Шорубалка отправил сообщение в МГБ СССР следующего содержания:

СООБЩАЕМ, ЧТО АГЕНТ «ПРЕДАННАЯ» НА ОБУСЛОВЛЕННЫХ С НЕЙ ПУНКТАХ СВЯЗИ ДО СЕГО ВРЕМЕНИ НЕ ПОЯВИЛАСЬ И СВЯЗЬ С НЕЙ НЕ УСТАНОВЛЕНА. УМГБ Станиславской области даны указания о принятии активных мер розыска «Преданной» совместно с отделом 2-Н УМГБ Львовской области, располагающими агентурными возможностями.

1 января 1950 года Ольга Чемерис была арестована МГБ. Ей предъявили обвинение в контрреволюционной деятельности, измене Родине и терроризме. На допросах Чемерис заявила, что не хотела выдавать мужа МГБ, но при этом рассказала подробности своего пребывания в подполье. 29 сентября 1950 года судья военного трибунала Прикарпатского военного округа зачитал приговор:

Чемерис Ольгу Семёновну по совокупности совершенных ею преступлений подвергнуть высшей мере уголовного наказания – расстрелу с конфискацией всего имущества. Вещественные доказательства — изъятое у задержанной оружие — сдать на склад артснабжения, антисоветскую литературу уничтожить.

30 сентября 1950 года приговор был приведён в исполнение после отклонения прошения о помиловании, поданного Президиуму Верховного Совета СССР.
13 октября 1994 года суд Украины отказал родственникам О. С. Чемерис в реабилитации.